# Double Team - Gioco di squadra
Double Team - Gioco di squadra (Double Team) è un film del 1997 diretto da Tsui Hark. È interpretato da Jean-Claude Van Damme, Dennis Rodman e Mickey Rourke e rappresenta il debutto di Tsui Hark nel cinema statunitense nel ruolo di regista.

## Trama
Jack Paul Quinn è uno dei migliori agenti del controspionaggio, ormai prossimo al congedo. Gli viene chiesto, come ultima missione, di catturare il pericoloso mafioso Andreas Stavros. Nonostante il piano venga preparato ed eseguito scrupolosamente le cose non vanno tuttavia come previsto e l'azione fallisce. Condannato per l'errore commesso Quinn viene inviato nella "colonia", un misterioso luogo situato in un'isola dove scopre vengono detenute ed utilizzate come intelligence quelle spie che bisogna far credere morte, in realtà troppo pericolose per rimanere in libertà. Durante la strage Stravos quest'ultimo ha visto morire il proprio figlio di sei anni, ed ora la moglie incinta di Quinn e il bambino che sta aspettando sono l'obiettivo della sua vendetta. Quinn, venuto a conoscenza di questo piano, grazie alla complicità di Yaz, eccentrico trafficante d'armi, riesce a evadere dalla colonia per raggiungere la moglie, che ritrova a Roma. In realtà si tratta di un agguato predisposto da Stavros: all'ospedale dell'isola Tiberina, quando Quinn rivede la moglie appena dopo la nascita del figlio, scopre che Stavros è fuggito con questo per crescerlo come figlio suo. Nello scontro finale, Quinn e Stavros si affrontano all'interno del Colosseo, dove infine il mafioso muore in un'esplosione che distrugge l'intero monumento.

## Curiosità
- La colonia è chiamata "l'Isola" e vi sono forzatamente confinati ex-agenti segreti di tutte le nazioni. Probabilmente questa location fa velato riferimento al personaggio televisivo de Il prigioniero.
- Quando la moglie di Quinn viene invitata a Roma per discutere della sua mostra di sculture nella medesima città, la donna entra in un museo per incontrare la curatrice dell'esposizione. In realtà quel museo è il museo di Belle Arti di Nizza in Francia.
- Le scene dello scontro finale che si svolgono all'interno dell'anfiteatro, non sono state girate nel Colosseo di Roma bensì nell'anfiteatro di Arles in Francia.
- Dennis Rodman canta il brano sui titoli di coda, Just a Freak, duettando con la cantante Crystal Waters.
- In ruoli secondari sono presenti diversi attori italiani, tra cui Orso Maria Guerrini, Valeria Cavalli, Mario Opinato e Paolo Calissano. Le parti sono molto piccole, di poche battute o addirittura nessuna per qualcuno di loro; probabilmente la parte più lunga, ma comunque di breve durata, è quella di Bruno Bilotta che in una scena è impegnato in combattimento corpo a corpo con Van Damme.

## Riconoscimenti
- 1998 - Razzie Awards
  - Worst Screen Couple
  - Worst Supporting Actor
  - Worst New Star